# Junín (departamento de Mendoza)
Junín é um departamento da Argentina, localizado na província de Mendoza.